# Kottspiel
Kottspiel is een plaats in de Duitse gemeente Bühlertann, deelstaat Baden-Württemberg, en telt 230 inwoners.